# Gunnar Eriksson
Krang Erik Gunnar Eriksson (13 de setembro de 1921 – 08 de julho de 1982) foi um esquiador de fundo sueco que ganhou duas medalhas nos Jogos Olímpicos de Inverno de 1948, um ouro no revezamento de 4 × 10 quilômetros e um bronze no individual de dezoito quilômetros. Eriksson venceu o evento de cinquenta quilômetros no Campeonato Mundial de Esqui Nórdico da FIS de 1950, mas terminou em 12º nas Olimpíadas de 1952 e 21º no campeonato de 1954.
Eriksson tinha cinco irmãos e três irmãs. O pai deles morreu aos 42 anos e os filhos tiveram que começar a trabalhar na adolescência na fábrica de facas local; em 1946, eles começaram seu próprio negócio de hardware. Eriksson casou-se com Kerstin Norlin, o vencedor da maratona de esqui de Vasa em 1949, que morava ao lado. Ela morreu aos 38 anos. Depois de se aposentar das competições em 1954, Eriksson passou um tempo colecionando selos, pescando, caçando e trabalhando. Em 1980, ele desenvolveu esclerose lateral amiotrófica e morreu em julho de 1982.

## Resultados de esqui de fundo
Todos os resultados são provenientes da Federação Internacional de Esqui (FIS).

### Jogos Olímpicos
- 2 medalhas - (1 ouro, 1 bronze)

| Ano  | Idade | 18 km  | 50 km | Revezamento de 4 × 10 km |
| ---- | ----- | ------ | ----- | ------------------------ |
| 1948 | 27    | Bronze | -     | Ouro                     |
| 1952 | 31    | -      | 12    | -                        |

- 1 medalha - (1 ouro)

| Ano  | Idade | 18 km | 50 km | Revezamento de 4 × 10 km |
| ---- | ----- | ----- | ----- | ------------------------ |
| 1950 | 29    | —     | Ouro  | —                        |